# Руссель, Феликс
Феликс Руссель (фр. Félix Roussel; род.10 августа 2001 года; Шербрук, Канада) ― канадский конькобежец, занимающийся шорт-треком. Чемпион мира по шорт-треку 2025 года. Неоднократный победитель и призёр Кубка мира. Выступает за клуб "CPV Sherbrooke". 

## Биография
Феликс начал заниматься конькобежным спортом в возрасте 9-ти или 10-ти лет, в конькобежном клубе "CPVS", в Шербруке. Он сразу влюбился в скорость и особенно в клуб, который представляет и по сегодняшний день. Впоследствии, в 16 лет, его пригласили в Канадский региональный учебный центр (CRCE) в Монреале. Он тренировался на арене "Моррис Ришар" и в первый год ему удалось пройти квалификацию в сборную Квебека на Канадские игры в Ред-Дире в 2019 году, где выиграл золотую медаль в мужской эстафете. В ноябре 2020 года его определили в сборную Next Gen.
Феликс был в тени из-за COVID-19 и других причин. Также был близок к тому, чтобы попасть на чемпионат мира среди юниоров, но всегда был запасным. После пандемии он участвовал в олимпийских отборах в августе 2021 года, где финишировал 10-м, что обеспечило ему место в команде Next Gen ещё на год и квалифицировало в канадскую сборную для участия в турнире "Dutch Cup Invitational". В марте 2022 года во время финала Кубка Канады он получил сотрясение мозга, из-за которого не смог попасть в сборную. 
Оказавшись без тренировочной группы на следующий год, его пригласили тренироваться с женской сборной в качестве партнера по тренировкам. Летом Феликсу удалось значительно усовершенствовать свою технику, чтобы показать всем, что его карьера еще не окончена. В октябре 2022 года он занял третье место в финальном забеге на 1000 метров и финишировал 4-м в многоборье на чемпионате Канады, что обеспечило ему место в мужской сборной. Благодаря этому результату он прошёл квалификацию в сборную на первые этапы Кубка мира в сезоне.
Феликс Руссель дебютировал на Кубке мира в октябре 22-го, и уже на первом этапе в Монреале занял третьи места в составе мужской и смешанной эстафетных команд. В ноябре и декабре на этапах в Солт-Лейк-Сити и в Алма-Аты он завоевал свои первые золотые медали в мужской эстафете. 4 февраля 2023 года он впервые попал на индивидуальный подиум на этапе Кубка мира в Дрездене, выиграв бронзовую медаль в забеге на 1000 метров. В марте на чемпионате мира в Сеуле он занял 8-е место в смешанной эстафете, 21-е в на дистанции 500 метров и 22-е на 1000 метров. 
В октябре 2023 года на 1-ми 2-м этапах Кубка мира в Монреале Феликс выиграл серебро в беге на 500 метров и золото с серебром в мужской эстафете. В декабре на этапе в Пекине вновь с командой был первым в эстафете. 10 февраля 2024 года в Дрездене Феликс стал вторым в забеге на 1000 метров, а на следующий день впервые выиграл золото в беге на 500 метров, а следом в Гданьске был третьим в смешанной эстафете и выиграл с партнёрами мужскую эстафету.

## Личная жизнь
Феликс Руссель увлекается играми в видеоигры. Он обучается на факультете администрирования в Университете ТЕЛУК в Квебеке.